# 駒形神社 (流山市)
駒形神社（こまがたじんじゃ）は千葉県流山市の神社。

## 概略と沿革
1399年（応永6年）に創建された。
鳥居のすぐ横に大きなムクノキがある。これは源義家の奥州合戦の際に、自分の愛馬を繋いだ木の末裔と言われている。また富士塚もある。

## 交通アクセス
- 東武野田線運河駅より徒歩4分。